# De Taak
De Taak was een opstel uit 1945 van de Belgische letterkundige August Vermeylen.

## Onschrijving
Het opstel had als intentie een programmaverklaring te zijn voor een nieuw algemeen cultureel tijdschrift, hiervoor had Vermeylen de titel  'Diogenes'  bedacht. Toen hij kort na het opstellen van De Taak op 10 januari 1945 overleed aan een hartverlamming, vatte Herman Teirlinck de idee op om Vermeylens laatste droom te realiseren en het door hem geconcipieerde tijdschrift onder de titel Nieuw Vlaams Tijdschrift uit te geven. Het eerste nummer van dit nieuwe tijdschrift dat verscheen in april 1946 opende met De Taak.
Tevens diende de tekst als inspiratie voor de oprichting van het August Vermeylenfonds en zou het gelden als de missieverklaring van deze organisatie. In 1947 verscheen De Taak in de vorm van een plaquette met portret van Vermeylen uitgegeven door Jozef Cantré.
Het opstel was geïnspireerd door de gruwel van de oorlog en draagt de boodschap uit dat “een samenleving waarin iedereen de mogelijkheid heeft – voor zover zijn natuur het toelaat – een “mens” te zijn in de volledigste en edelste betekenis van het woord”. In Vlaanderen diende deze doelstelling - aldus Vermeylen - nagestreefd te worden door de verdieping van de cultuur, daar “een volledige cultuur niet uit de grond gestampt wordt, maar van binnen naar buiten groeit en in trouwe samenwerking iedereen er het zijne toe kan bijdragen.”